# Kromme Raken

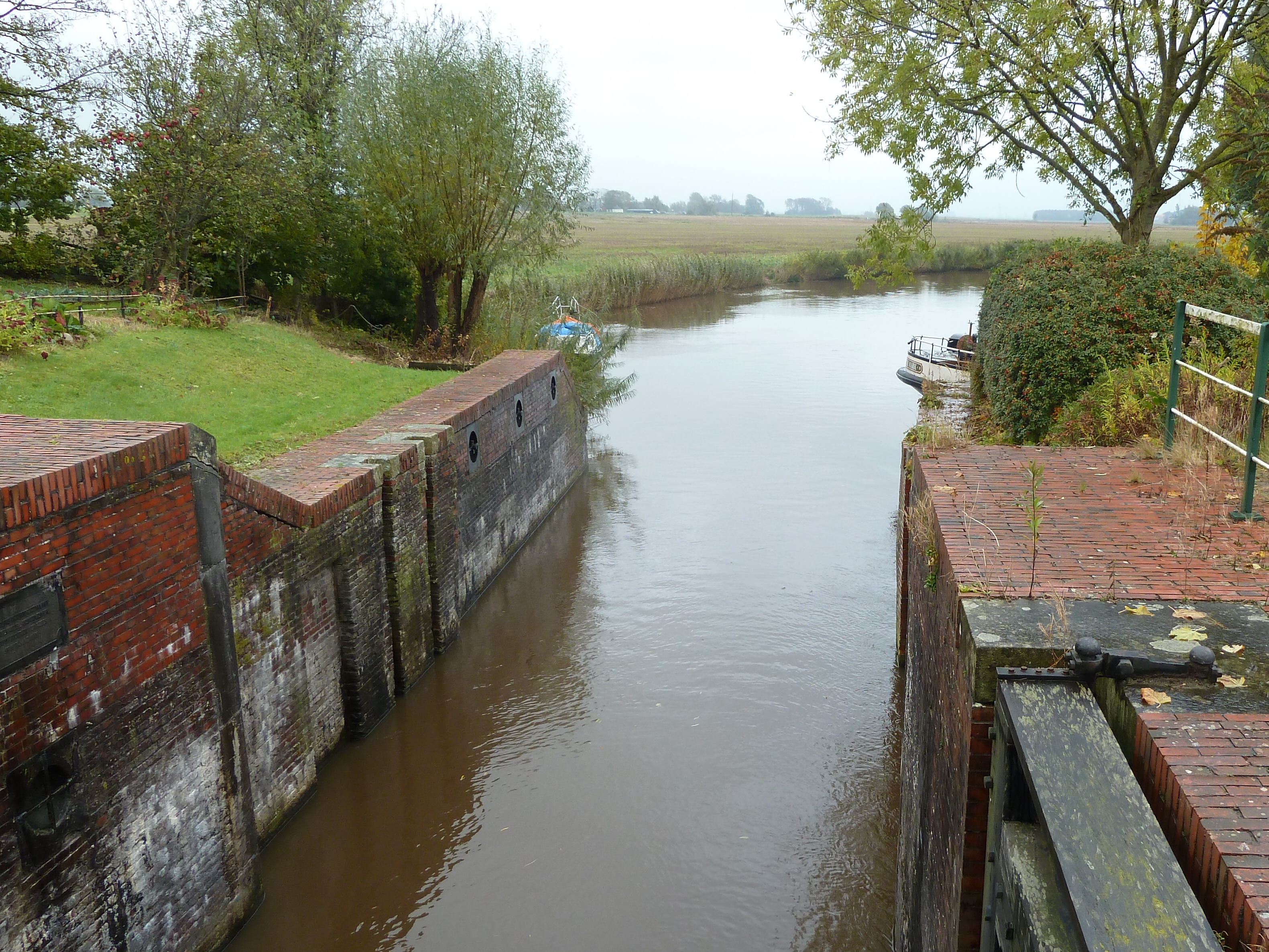
Gezicht op het gekanaliseerde deel van de Kromme Raken vanaf de vroegere sluis van Schouwerzijl in de richting van het Reitdiep

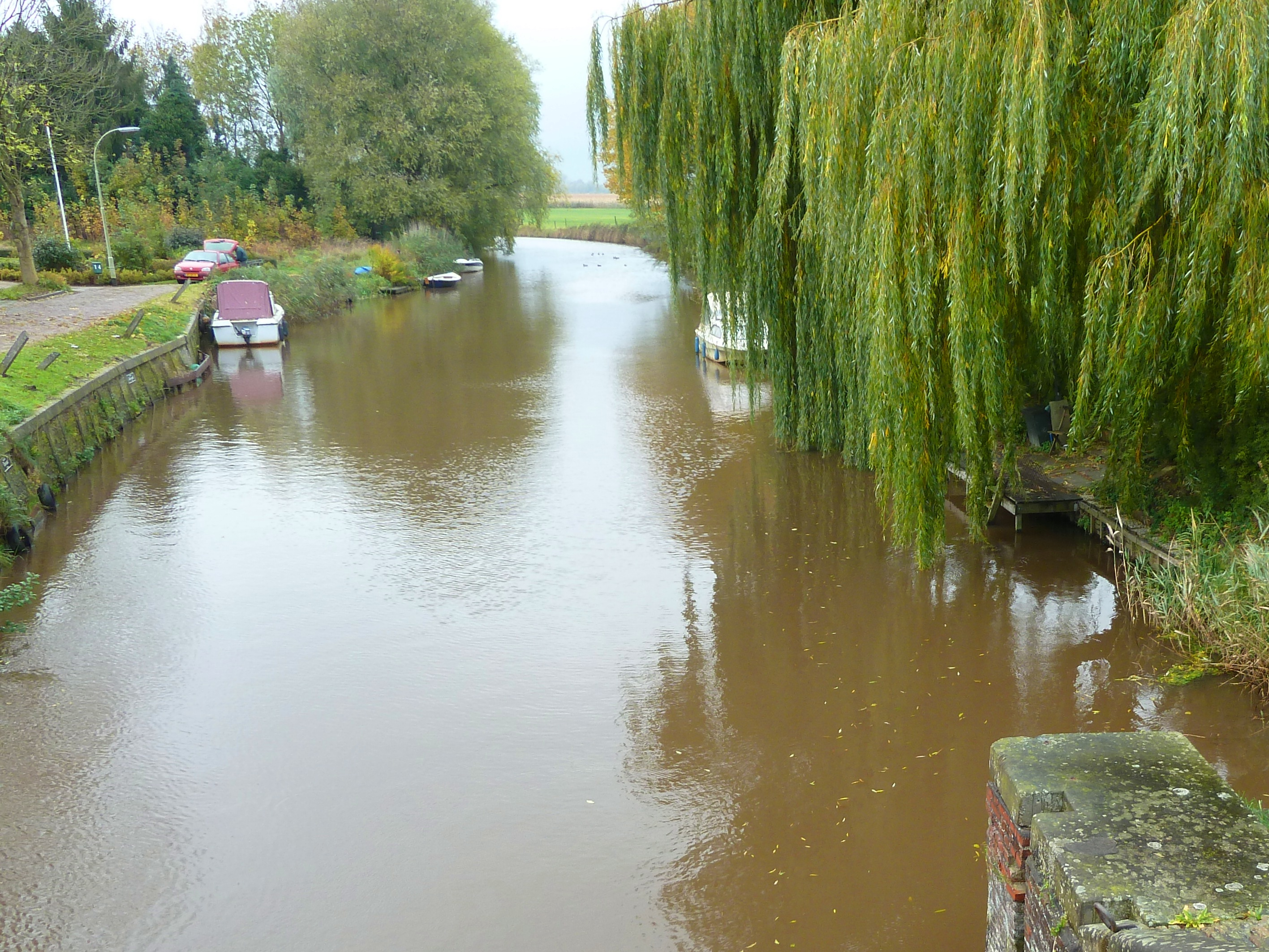
Gezicht in de andere richting vanaf de sluis

De Kromme Raken is een zijtak van het Reitdiep, gelegen in de gemeente Het Hogeland, provincie Groningen. Het water wordt ook wel aangeduid met Schouwerzijlsterriet, naar de sluis de Schouwerzijl.
Van oorsprong was het de benedenloop van de Hunze (het huidige Reitdiep), die zich, voor deze in de Waddenzee uitmondde, noordelijker vertakte in het Uilenestermaar, het Broekstermaar, het Pieterbuurstermaar en het Westernielandstermaar.
De afstroming van het gebied tussen deze maren is tegenwoordig noord-zuid, richting het Reitdiep en het Hunsingokanaal.
Over de Kromme Raken ligt de bij iedere Groninger bekende brug (til) de Abelstokstertil. Het gedeelte tussen deze brug en het Pieterbuurstermaar wordt tegenwoordig de Hoornse Vaart genoemd.

## Aduarderdiep
Het gedeelte van het Aduarderdiep, gelegen tussen Vierverlaten en de uitmonding van de Zuidwending wordt ook Kromme Raken genoemd.

## Herkomst naam
De naam is bijzonder, want rak of raken betekent: recht en is verwant aan het werkwoord rekken. Dat rechte in combinatie met kromme levert een vreemde naam op.

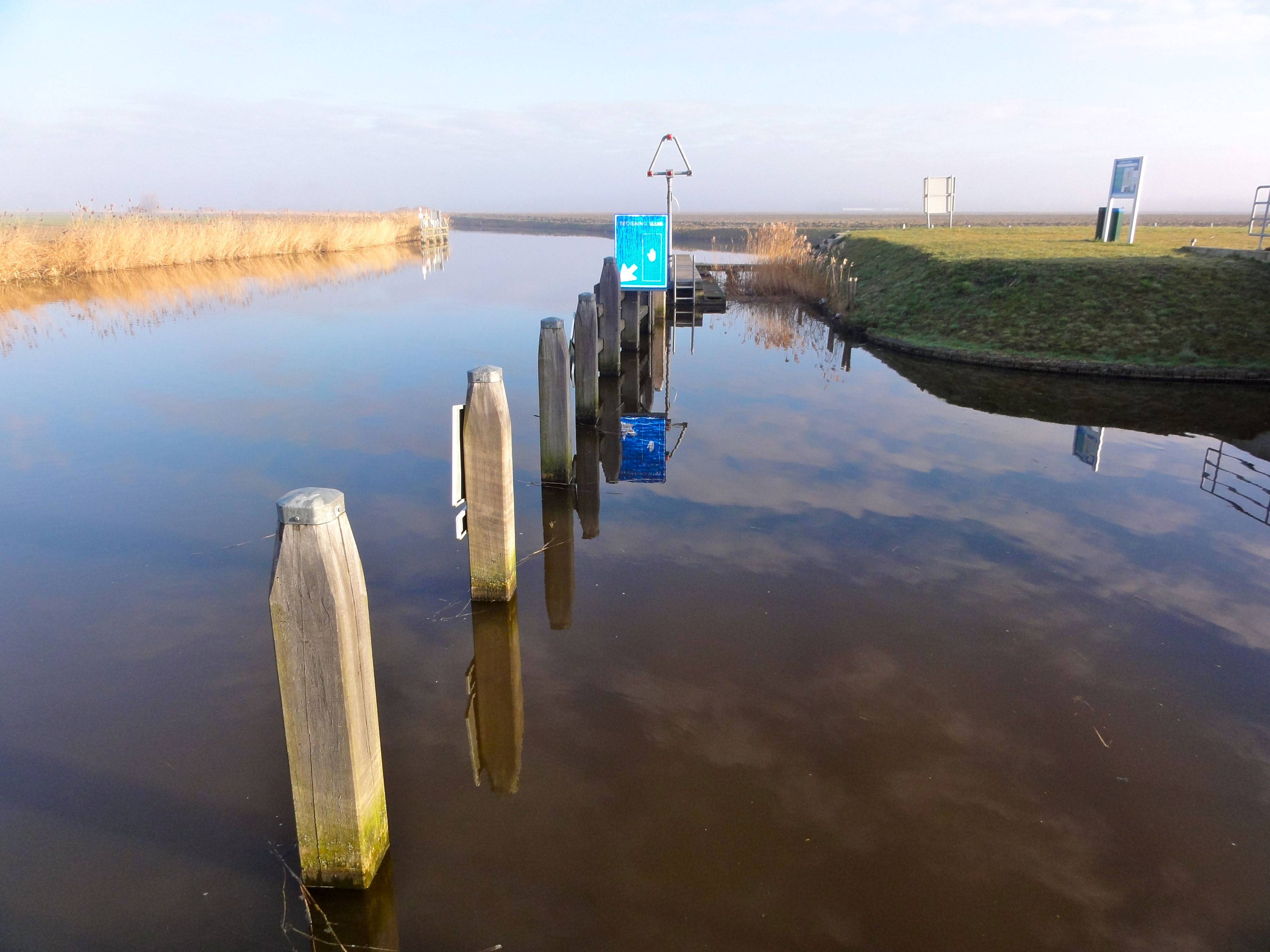
Kromme Raken bij de Abelstokstertil
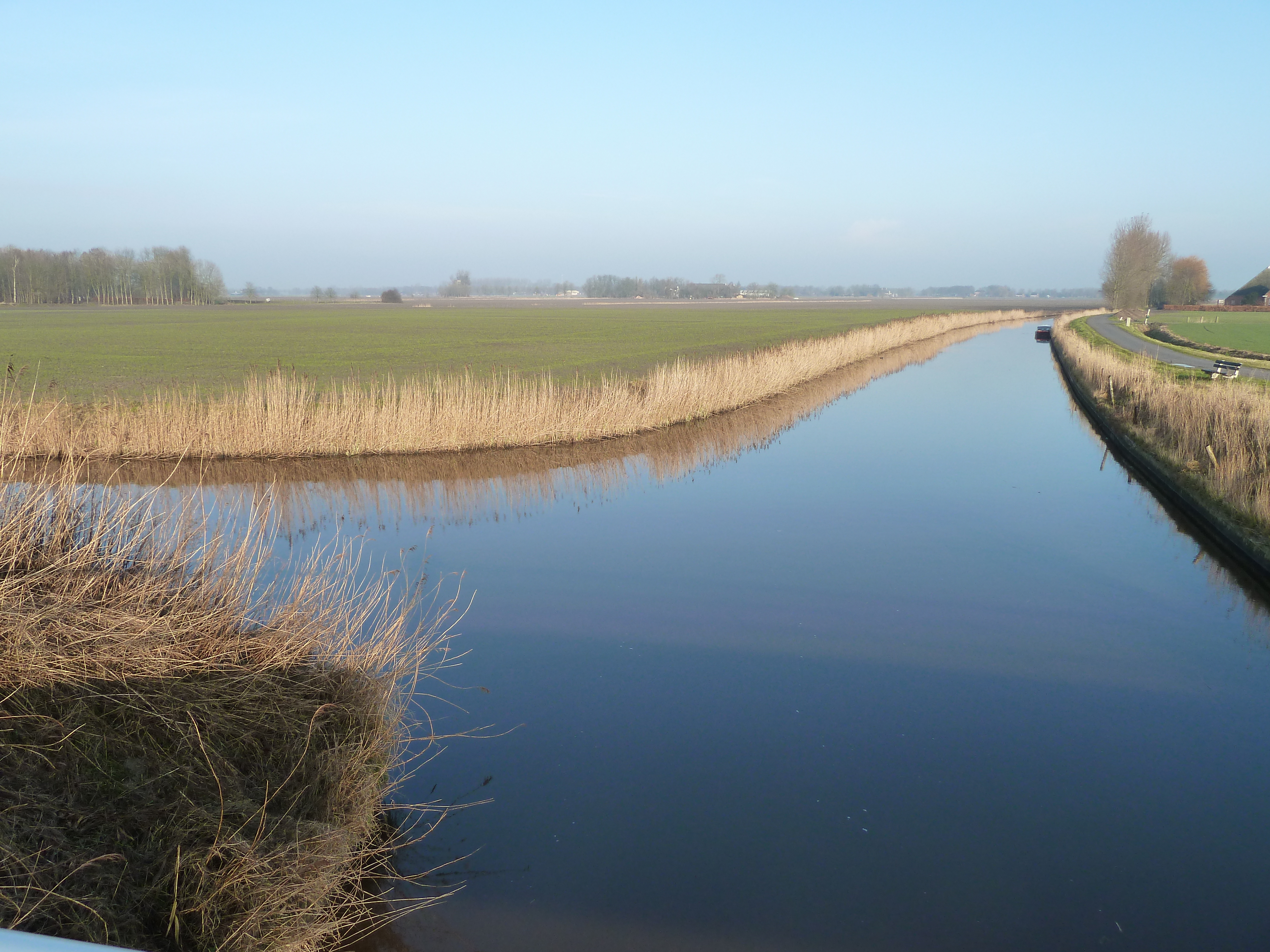
Instroom van het Warfhuisterloopdiep bij de Looptil bij Warfhuizen
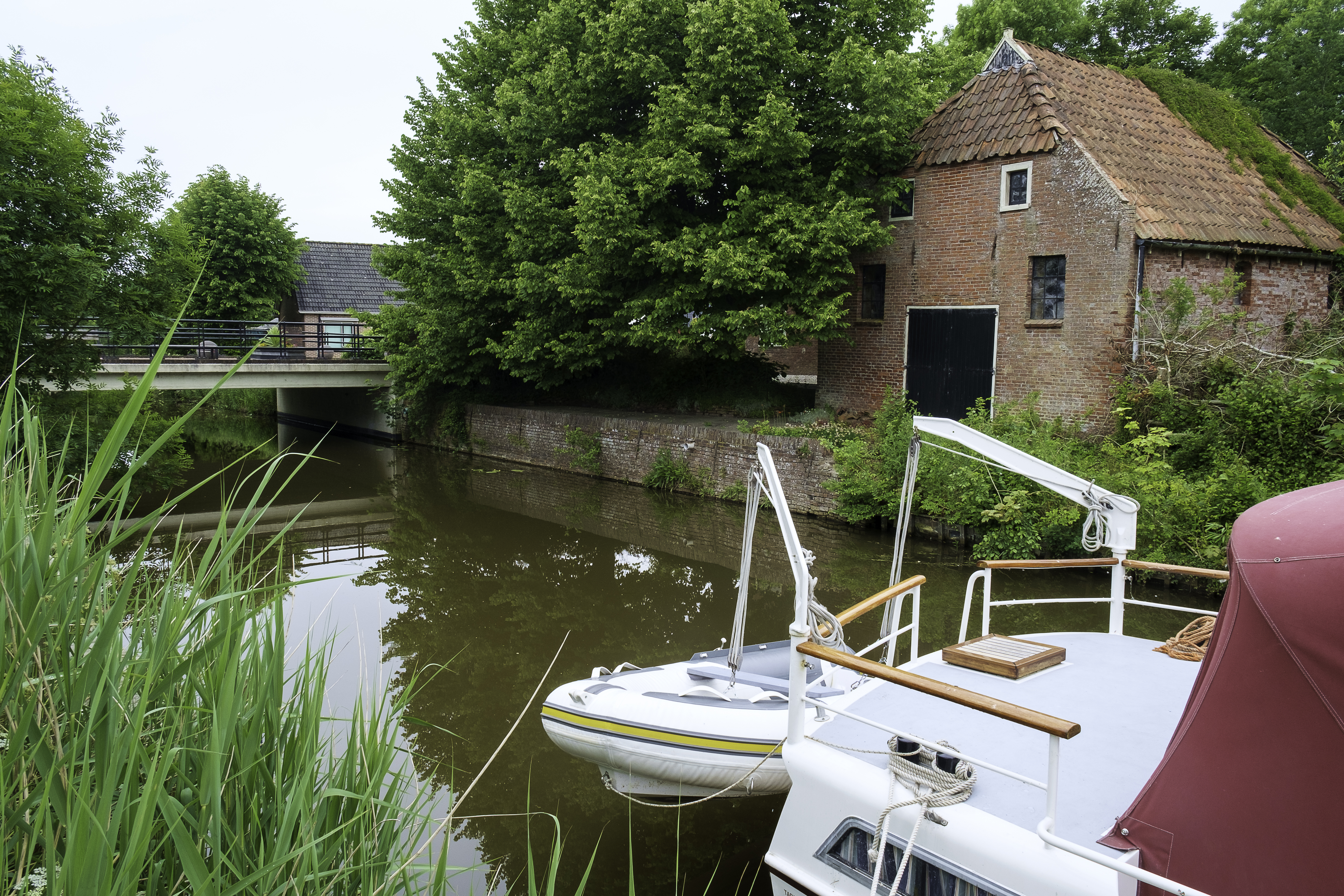
Kromme Raken bij de brug in Warfhuizen